# Muzeum Kolekcji im. Jana Pawła II

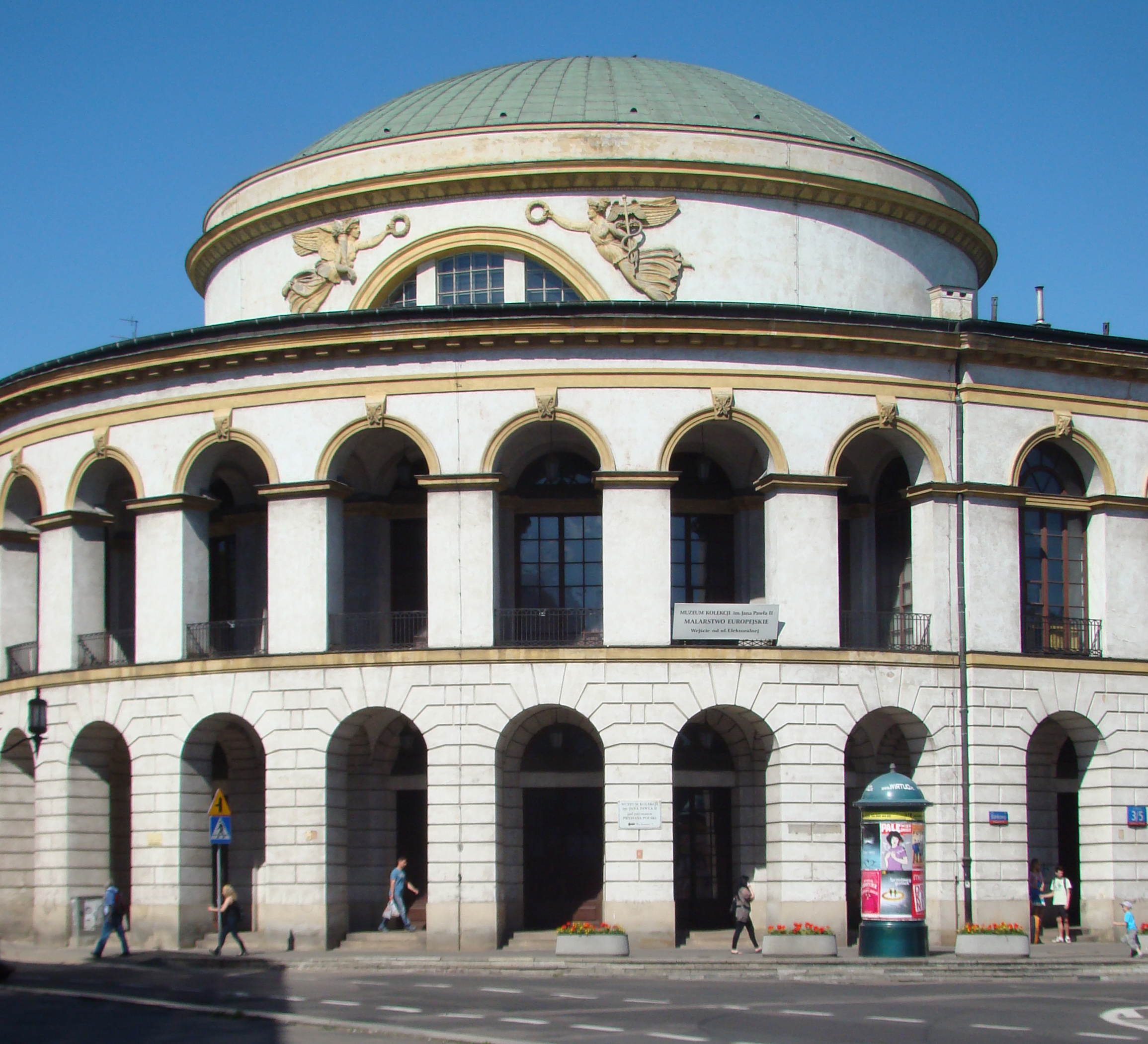
Das Gebäude der ehemaligen Warschauer Börse am Plac Bankowy ist heute Sitz des Museums

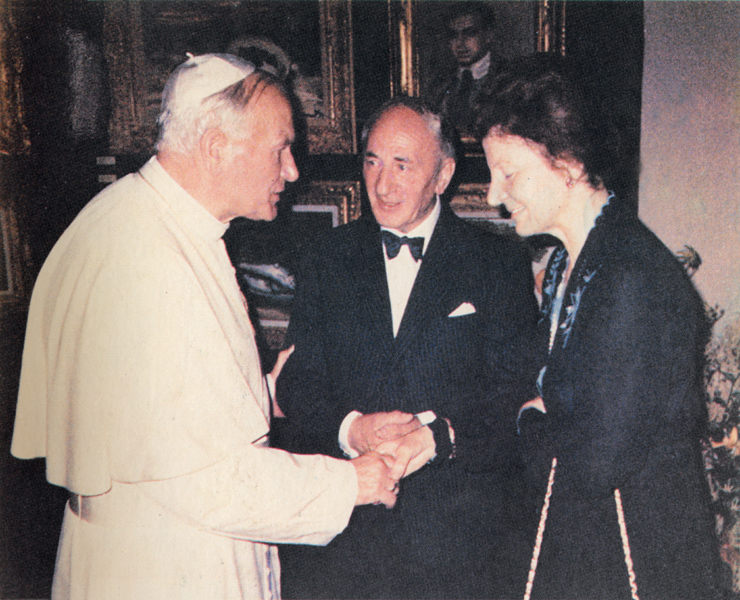
Das Stifterehepaar Porczyński mit Papst Johannes Paul II. im Juni 1987

Das Muzeum Kolekcji im. Jana Pawła II (deutsch etwa: Museum der Johannes-Paul-II-Sammlung) ist eine umstrittene, dem Papst Johannes Paul II. gewidmete Gemäldesammlung, die im Gebäude der ehemaligen Börse und Nationalbank in Warschau untergebracht ist. Sie wird zu den bedeutendsten Sammlungen europäischer Kunst in Warschau gezählt. Zur Sammlung gehören rund 450 Exponate vorwiegend Alter Meister und des Impressionismus.

## Geschichte
Die Sammlung wurde von Zbigniew und Janina Porczyński seit dem Jahr 1981 zusammengetragen. In den ersten drei Jahren konzentrierte das Ehepaar sich auf den Erwerb von Gemälden mit biblischen Thematiken. Später kamen auch Porträts und impressionistische Werke dazu. 1986 übertrugen die Eheleute die damals rund 400 Exponate umfassende Sammlung dem Erzbistum Warschau sowie der polnischen Nation. Die Sammlung wird in Form einer Stiftung („Fundacja Arteks“, registriert am 27. Februar 2002) geführt. Erstmals wurde ein Teil der Werke am 5. November 1987 in Warschau im Museum des Warschauer Erzbistums (Muzeum Archidiecezji Warszawskiej) in der Ulica Solec 61 gezeigt. Die Ankündigung führte zu langen Warteschlangen vor dem Museum. Ein zweiter Teil der Sammlung wurde vom 14. September bis zum 30. Dezember 1988 präsentiert.
1989 entschieden die Begünstigten der Stiftung, der Primas Polens und das polnische Kunst- und Kulturministerium die Schaffung eines Museums, um eine ständige Ausstellung der Sammlung zu ermöglichen. Am 20. Juli 1990 wurde die Gründung von Kardinal Józef Glemp und der Ministerin Izabela Cywińska vollzogen. Die Stadt Warschau steuerte als Ausstellungsstätte und Sitz des neuen Museums das 1825 von Antonio Corazzi erbaute und nach dem Zweiten Weltkrieg wiedererrichtete Gebäude der ehemaligen Börse bei. Hier befindet die Sammlung sich noch heute. Sie wurde in den letzten 20 Jahren um weitere 50 Gemälde und Skulpturen ergänzt.

### Briefmarken
Am 16. Januar 1992 gab die Polnische Post (Poczta Polska) eine Serie von sechs Briefmarken im Wert von 700 bis 3000 Złoty heraus, die den Titel „Arcydzieła z kolekcji im. Jana Pawła II“ (deutsch: Meisterwerke der Johannes Paul II.-Sammlung) trugen. Auf den Marken mit Auflagen von 1,8 bis 7 Millionen Exemplaren befinden sich die Selbstporträts von:
| - Sebastien Bourdon (Nr. 3215, 700 zł) - Sir Joshua Reynolds (Nr. 3216, 1000 zł) | - Sir Gottfried Kneller (Nr. 3217, 1500 zł) - Bartolome Esteban Murillo (Nr. 3218, 2000 zł) | - Peter Paul Rubens (Nr. 3219, 2200 zł) - Diego Rodriguez de Silva y Velazques (Nr. 3220, 3000 zł) |

### Kritik
Verschiedene Fachleute äußern seit 1987 Zweifel an der Echtheit vieler bedeutender Werke der Sammlung. So veröffentlichten die polnischen Kunsthistoriker Mieczysław Morka und Waldemar Łysiak mehrfach Kritik zur Sammlung. Ein von Alfred Sisley signiertes Werk (Flusslandschaft) soll eine Fälschung von Tom Keating sein.
Auch die Arbeit der Stiftung sowie die Überlassung des Museumsgebäudes an die Stiftung (die sich zum Teil durch die Organisation gewerblicher Veranstaltungen in den Räumlichkeiten finanziert) wurden kritisiert. Zu Fälschungsvorwürfen und der Behauptung einer undurchsichtigen Finanzierung der Stiftung durch die öffentliche Hand gab es jahrelange Rechtsstreitigkeiten.

## Sammlung
Die Ausstellung in den acht dazu genutzten Säalen des Museums ist thematisch geordnet: Impressionisten, Mythologie und Allegorie, Porträts und Selbstbildnisse (in dem zweistöckigen Saal „Rotunda“), Mütter und Kinder, Marienbildnisse, biblische Themen, Stillleben und Landschaften (in der Galerie) sowie ein dem polnischen Maler Wojciech Gerson gewidmeter Raum, der das Monumentalgemälde „Chrzest Litwy“ (deutsch: Die Taufe Litauens) enthält. Diese Einteilung ist weniger kunsthistorisch als vielmehr in der katholischen Werteordnung begründet.

### Künstler
Der überwiegende Teil des Sammlung besteht aus Werken italienischer, holländischer, spanischer und britischer Alter Meister bzw. von deren Mitarbeitern und Schülern. Ein kleinerer Teil stammt von Impressionisten. Zu den vertretenen Künstlern gehören:
| - Pieter Aertsen (um 1509–1575) - Francesco Albani (1578–1660) - Heinrich von Angeli (1840–1925) - Juan de Arellano (1614–1676) - Hendrick van Balen der Ältere (um 1575–1632) - Francesco Bassano (1549–1592) - Pompeo Batoni (1708–1787) - Karl Wilhelm Bauerle (1831–1912) - Camille Bellanger (1853–1923) - Jacopo Bellini (um 1400–1470/71) - Georges-Jules-Ernest Binet (1865–1949) - Abraham Bloemaert (1564–1651) - Jakob Bogdani (1658–1724) - Ferdinand Bol (1616–1680) - Giuseppe Bonito (1707–1789) - Paris Bordone (um 1500–1570/71) - Jean Baptiste Bosschaert (1667–1746) - Francesco Botticini (um 1446–1497) - François Boucher (1703–1770) - William Adolphe Bouguereau (1825–1905) - Sébastien Bourdon (1616–1671) - Emil Brack (1860–1906) - Paul Bril (–1556–1626) - Abraham Brueghel (1631–um 1690) - Jan Brueghel der Ältere (1568–1625) - Charles Camoin (1879–1965) - Michelangelo Merisi da Caravaggio (1571–1610) - Jean-Charles Cazin (1841–1901) - Annibale Carracci (um 1560–1609) - Jules Marc Chamerlat (1828–1868) - Giorgio de Chirico (1888–1978) - Joos van Cleve (1485–1540) - Sigismondo Coccopani (1583–1643) - Alonso Sánchez Coello (1531/32–1588) - John Constable (1776–1837) - Gerald Cooper (1899–1974) - Pietro da Cortona (1596–1669) - Giovanni Costa (1826–1903) - Lucas Cranach der Ältere (um 1472–1553) - Lucas Cranach der Jüngere (1515–1586) - Lorenzo di Credi (1459–1537) - Benjamin Gerritsz Cuyp (um 1612–um 1652) - Jan Bolesław Czedekowski (1885–1969) - Maurice Decamps (1892–1953) - André Derain (1880–1954) - Frank Bernard Dicksee (1853–1928) - Kees van Dongen (1877–1968) - Albrecht Dürer (1471–1528) - Raoul Dufy (1877–1953) - Anthonis van Dyck (1599–1641) - Adolf Echtler (1843–1914) - Jacopo da Empoli (–1551–1640) - Cornelis Engelbertsz (1468–1533) | - Jacob van Es (1596–1666) - Barent Fabritius (1624–1673) - Carlo Fachinetti (1870–1951) - Henri Fantin-Latour (1836–1904) - Frans II Francken (1581–1642) - Thomas Gainsborough (1727–1788) - Arent de Gelder (1645–1727) - Marcus Gerards der Jüngere (1561/62–1636) - Wojciech Gerson (1831–1901) - Francesco Gessi (1588–1649) - Vincent van Gogh (1853–1890) - Frederick Goodall (1822–1904) - Jan Gossaert (1478–1532) - Francisco de Goya (1746–1828) - Jean-Baptiste Greuze (1725–1805) - John William Haynes (1836–1908) - Cornelis de Heem (1631–1695) - Joseph Heintz der Ältere (1564–1609) - Vincenzo Irolli (1860–1949) - Jacob Jordaens (1593–1678) - Gerald Festus Kelly (1879–1972) - Godfrey Kneller (1646–1723) - Jasper van der Lanen (1585–1634) - Gerard de Lairesse (1640–1711) - Filippo Lauri (1623–1694) - Victor Leclaire (1830–1885) - Frederick Leighton (1830–1896) - Tommaso Luini (1601–1636) - Hans Makart (1840–1884) - Nicolaes Maes (1634–1693) - Karel van Mander der Ältere (1548–1606) - Gottfried Valentin Mansinger (1737–1817) - Carlo Maratti (1625–1713) - Girolamo Mazzola Bedoli (um 1500–1569) - Ambrose McEvoy (1875–1927) - Nicolas Mignard (1606–1668) - John Everett Millais (1829–1896) - Jean-Baptiste Monnoyer (1636–1699) - William Jabez Muckley (1829–1905) - Bartolomé Esteban Murillo (1618–1682) - Jan Mytens (um 1614–1670) - Jean-Marc Nattier (1685–1766) - Caspar Netscher (1639–1684) - Nicolas Neufchâtel (um 1526–nach 1573) - Adriaen van Nieulandt der Ältere - Giovanni Antonio Pellegrini (1675–1741) - Narcisso Virgilio Díaz de la Peña (1807–1876) - Georg Pencz (um 1500–um 1550) - Filippo De Pisis (1896–1956) - Cornelis van Poelenburgh (1594/95–1667) - Jacopo da Pontormo (1494–1557) - Bernard Pothast (1882–1966) - Frans Pourbus der Jüngere (1569–vor 1622) | - Nicolas Poussin (1594–1665) - Rembrandt van Rijn (1606–1669) - Guido Reni (1575–1642) - Pierre-Auguste Renoir (1841–1919) - Joshua Reynolds (1723–1792) - Jusepe de Ribera (1591–1652) - Arturo Ricci (1854–1919) - Marinus van Reymerswaele (um 1497–1567) - Johannes Rottenhammer (1564–1625) - Peter Paul Rubens (1577–1640) - Jacob Isaacksz. van Ruisdael (1628/29–1682) - Giovanni Battista Ruopolo (1629–1693) - Théo van Rysselberghe (1862–1926) - Joachim von Sandrart (1606–1688) - Francesco da Santacroce (bl. 1510–1545) - Joseph Scheurenberg (1846–1914) - Andrea Meldolla Schiavone (um 1510–1563) - Oskar Schlemmer (1888–1943) - Floris van Schooten (um 1585/88–1656) - Alois Hans Schramm (1864–1919) - Wilhelmine Schwanck (1844–1936) - Jan van Scorel (1495–1562) - Daniel Seghers (1590–1661) - Diego Rodríguez de Silva y Velázquez (1599–1660) - Elisabetta Sirani (1638–1665) - Alfred Sisley (1839–1899) - Giovanni Antonio Sogliani (1492–1544) - Joaquín Sorolla y Bastida (1863–1923) - Lionello Spada (1576–1622) - Bartholomäus Spranger (1546–1611) - Phillip Wilson Steer (1860–1942) - Justus Sustermans (1597–1681) - Dorothea Tanning (1910–2012) - Jean Tassel (um 1608–1667) - Sergio Telles (* 1936) - David Teniers der Jüngere (1610–1690) - Alessandro Tiarini (1577–1668) - Jacopo Tintoretto (1518–1594) - Tizian (um 1488/90–1576) - Jules Trayer (1824–1909) - Jean François de Troy (1679–1752) - Otto van Veen (1556–1629) - Simon Pietersz Verelst (1644–1710) - Jan Victors (1619–1679) - Maurice de Vlaminck (1876–1958) - Jakob Ferdinand Voet (um 1639–um 1690) - Antoine Vollon (1833–1900) - Cornelis de Vos (1585–1651) - Jan Weenix (1642–1719) - Bertha Wegmann (1847–1926) - Domenico Zampieri (1581–1641) - Fritz Zuber-Buhler (1822–1896) - Federico Zuccaro (1542–1609) |

### Gemälde (Auswahl)

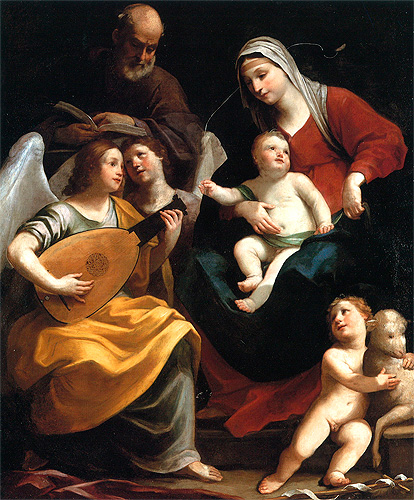
Guido Reni Die Heilige Familie vor 1642
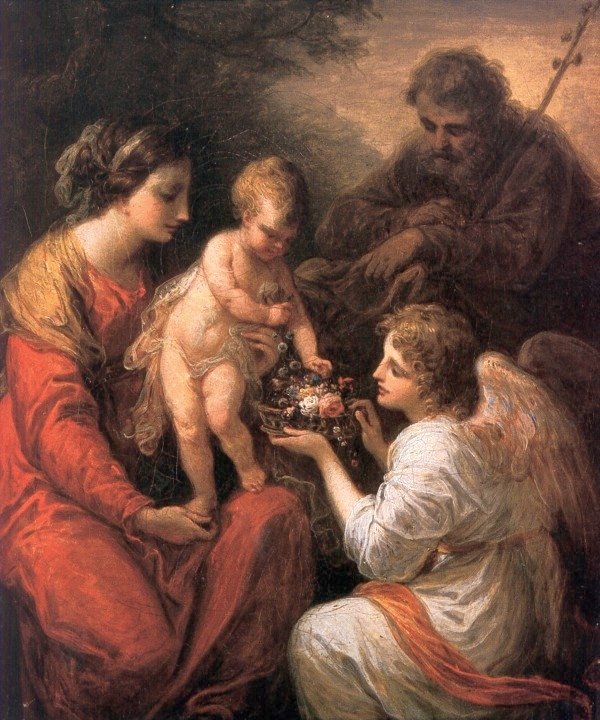
Angelika Kauffmann Heilige Familie mit Engel vor 1807
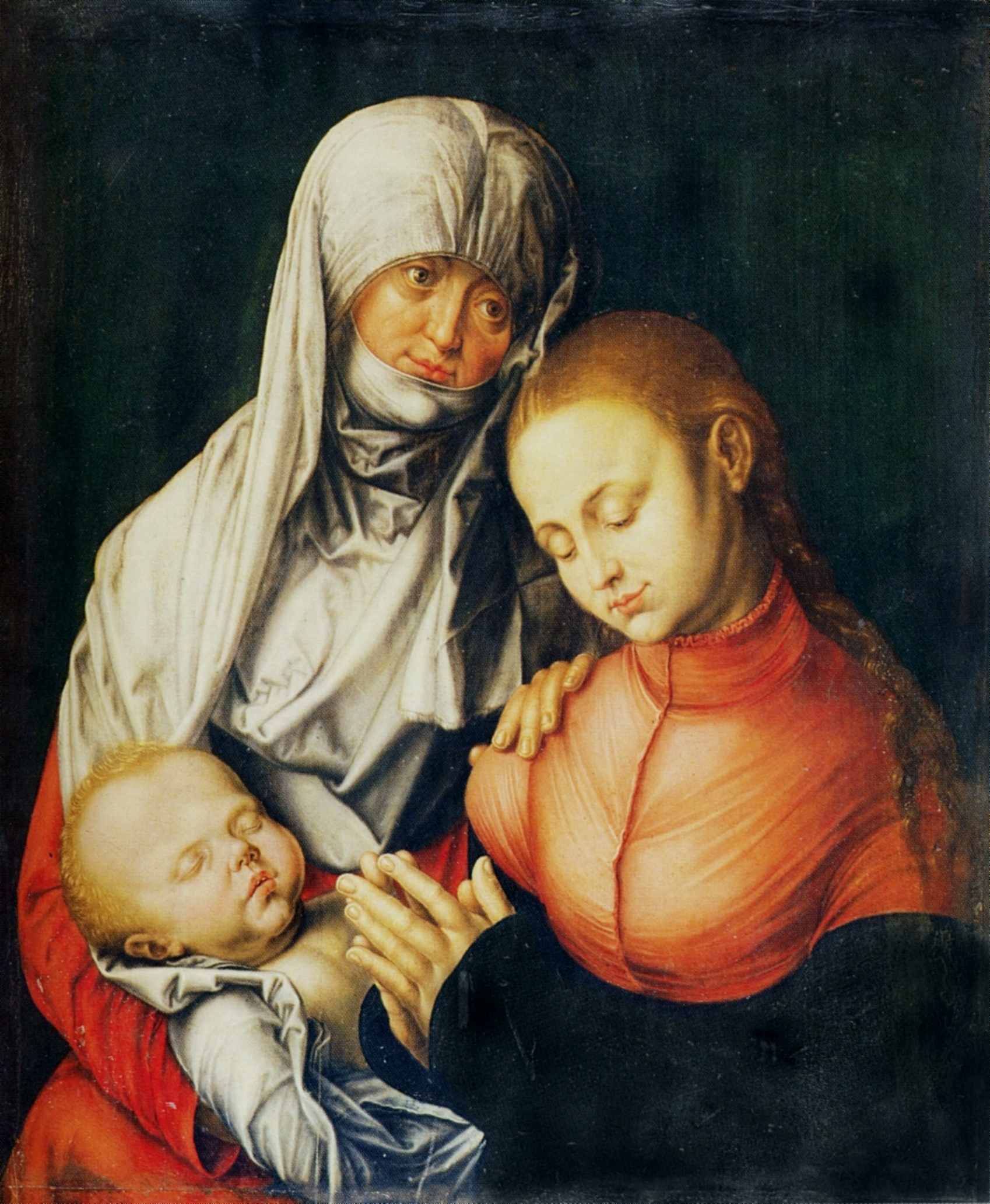
Albrecht Dürer Anna, Maria und Jesus 1500
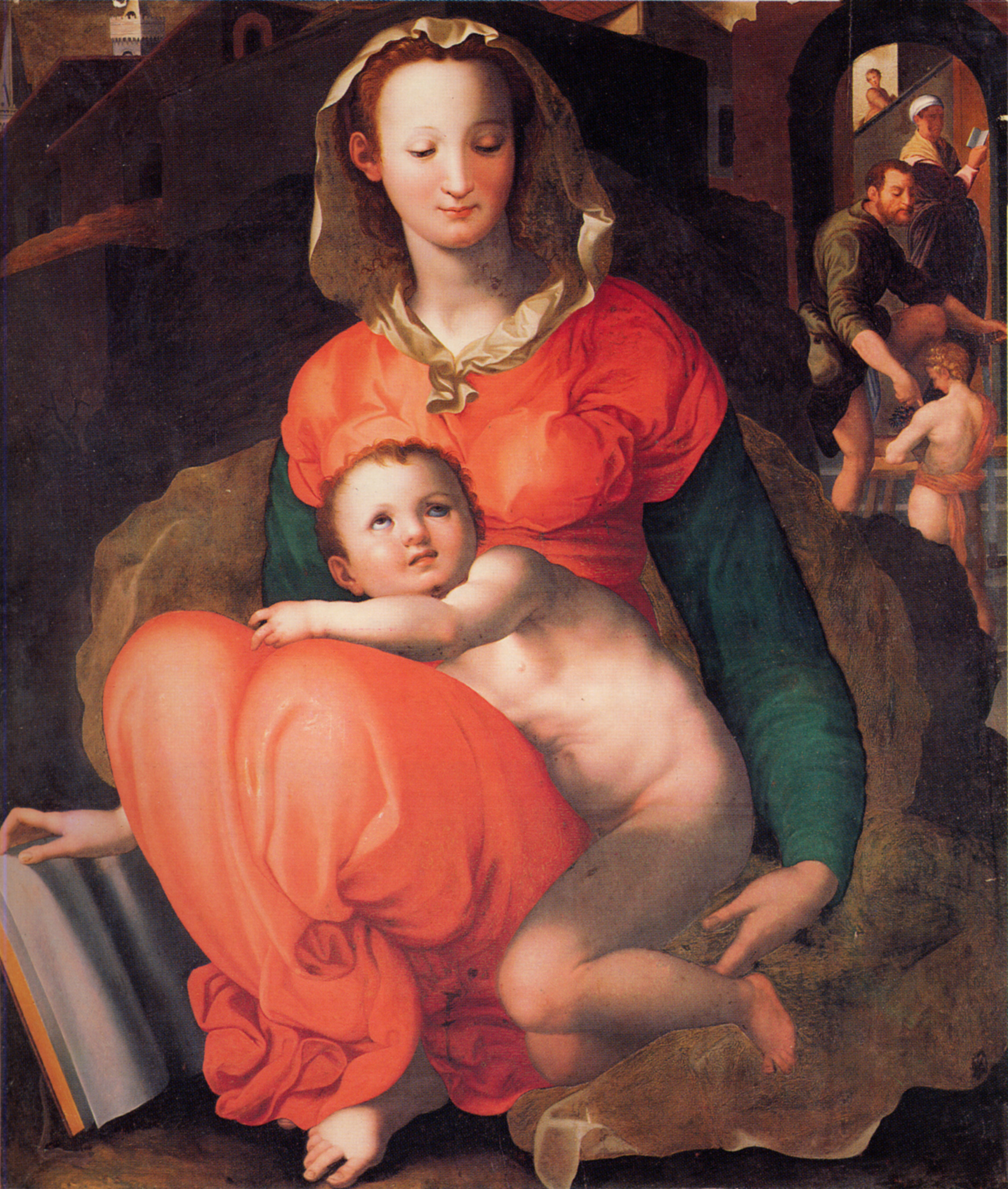
Jacopo Carucci Maria mit Kind vor 1557
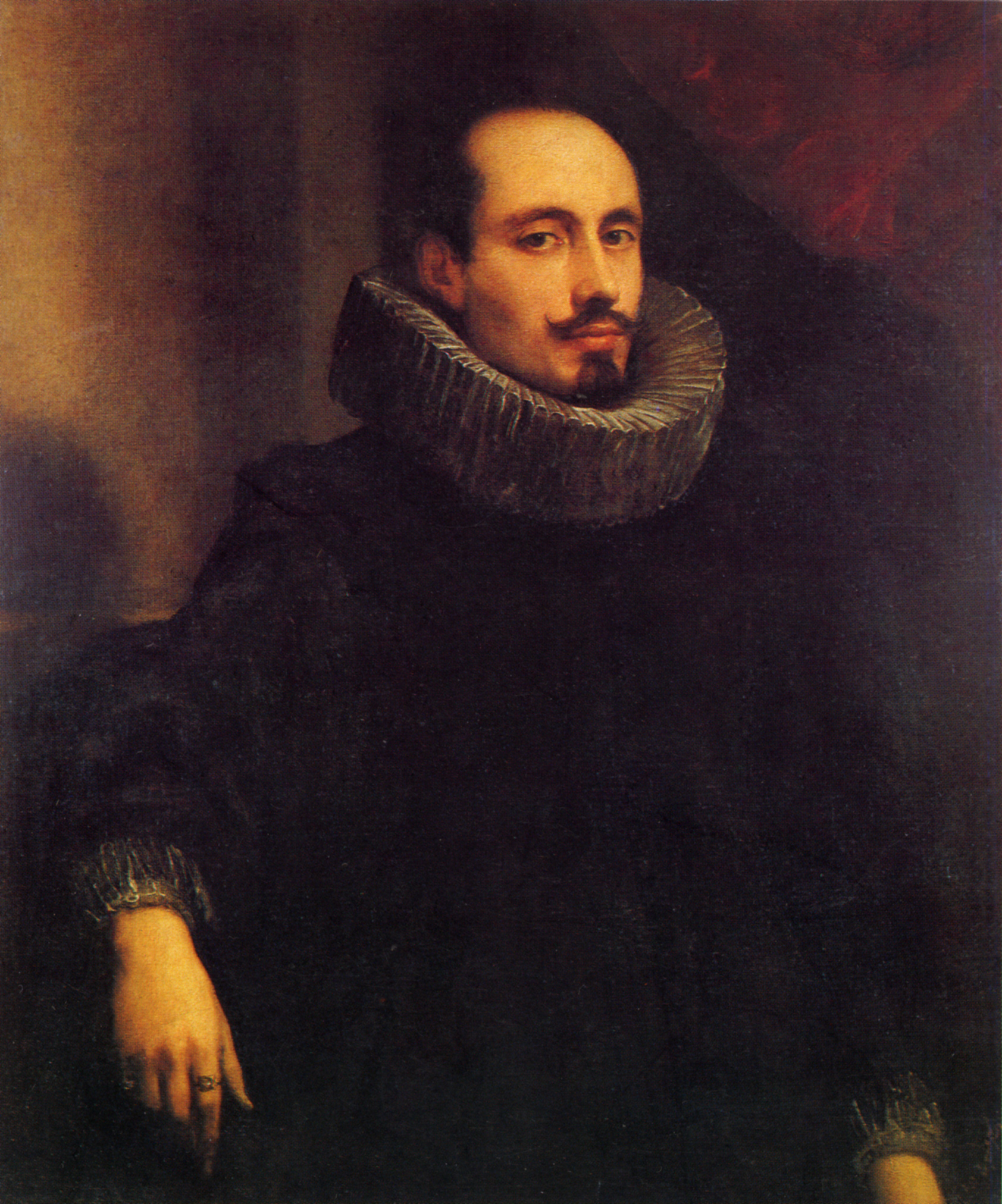
Anton van Dyck Porträt eines Adeligen vor 1641
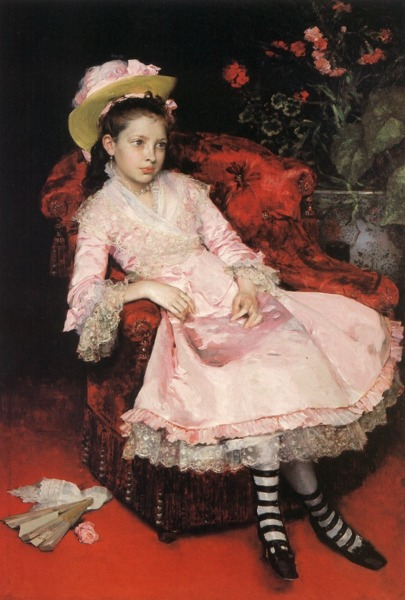
Raimundo Madrazo[11] Mädchen im rosa Kleid 1890er Jahre
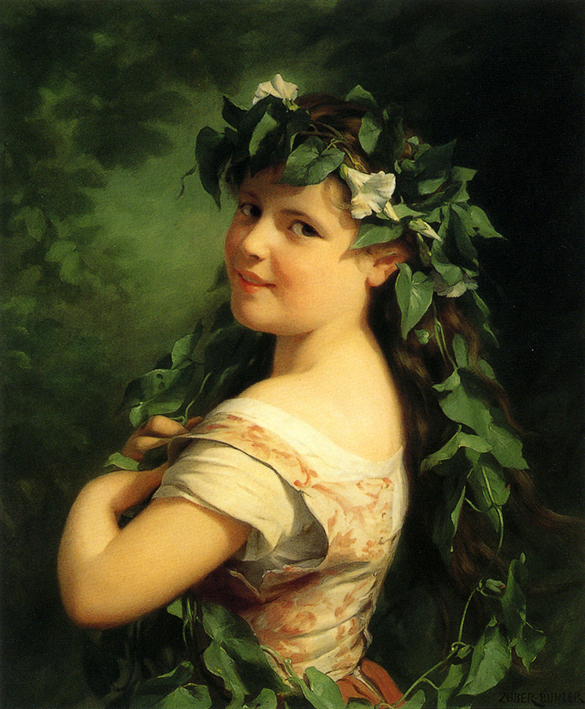
Fritz Züber-Buhler Mädchen mit Girlande 1850er Jahre
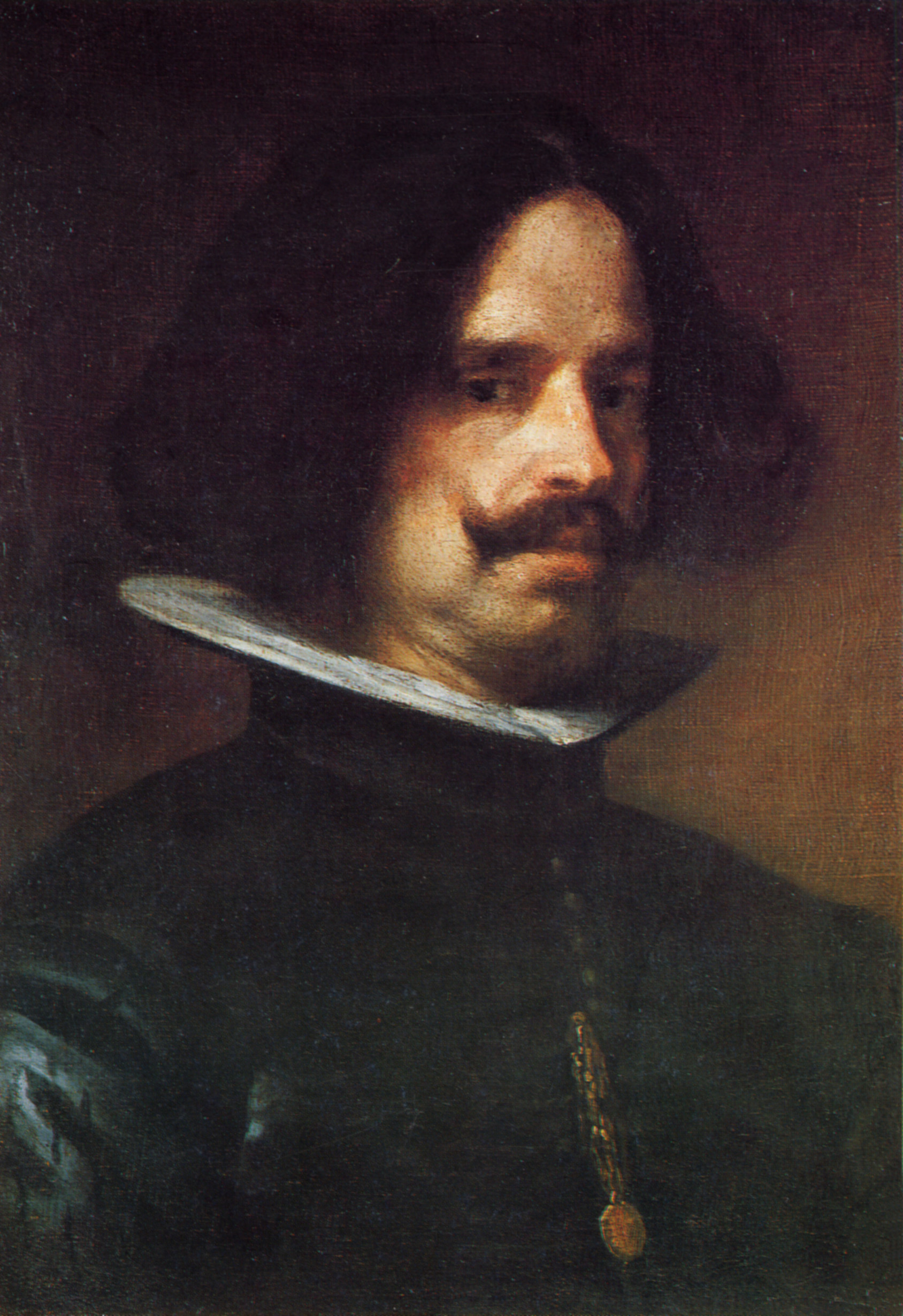
Diego Velázquez Selbstporträt vor 1660
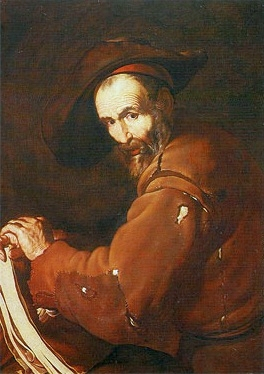
Jusepe de Ribera Ein Philosoph 1630er Jahre
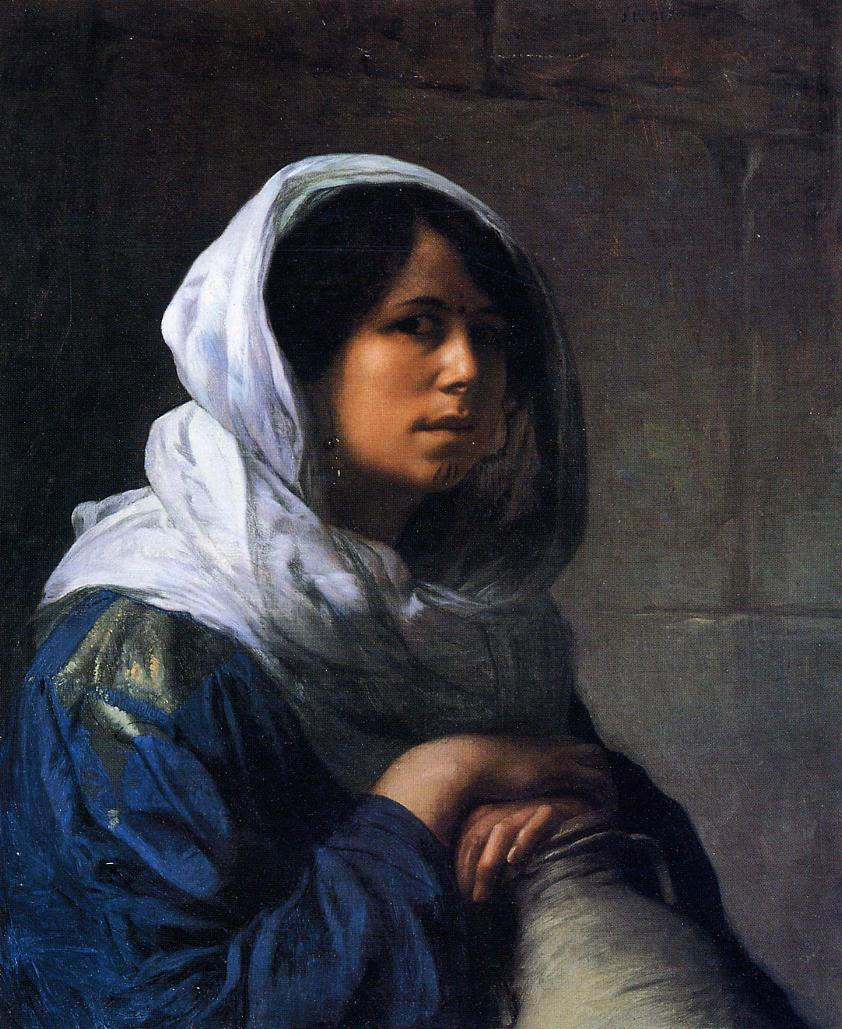
Jean-Léon Gérôme Wasserträgerin 1882
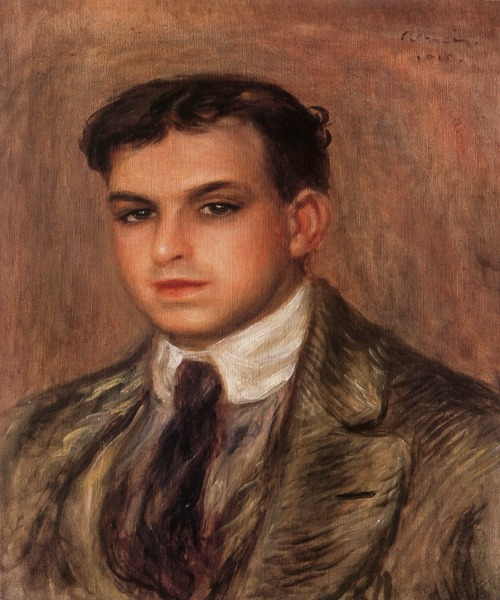
Pierre-Auguste Renoir Porträt von Pierre Renoir vor 1919
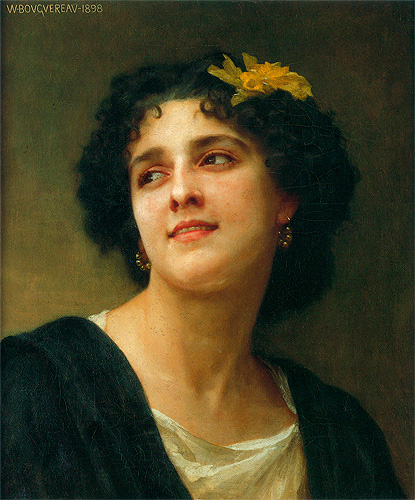
William A. Bouguereau Porträt einer Brünetten 1898